# كافي (اسم)
كافي هو اسم علم مذكر من أصل عربي، ومعناه هو على وزن اسم الفاعل، وحقه بحذف الياء «كافٍ» من الفعل كفى الشيءً يكفي حصل به الاستغناء، وأغلب ما يريدونه من التسمية كفاية المرء مما يهبه إياه الله، قال تعالى: ﴿ اليس الله بكافٍ عبده﴾ [الزمر من الآية 36].

## شخصيات تحمل الاسم
- كافي راز (ممثل بريطاني، 1953 – )

## وصلات خارجية
- موسوعة السلطان قابوس لأسماء العرب نسخة محفوظة 5 أبريل 2019 على موقع واي باك مشين.